# 松原美穂
松原 美穂（まつばら みほ、本名同じ 1976年11月6日 - ）は、日本の女優。
兵庫県神戸市出身。弟が3人いる。オフィスユウジに所属。

## 略歴
1992年にポニーキャニオンより「恋ジプシー」で歌手デビュー。その後、テレビ・CM・映画・司会・舞台等で活躍。漫談家の松鶴家祐二に弟子入り。3男の弟は松竹芸能所属のお笑い芸人松原タニシ。
1995年に四天王寺ワッソ準ミス、1996年にJR西日本ミスWENSに選出された。

## 出演

### 映画
- 梟の城
- シベリア超特急5
- 超高速!参勤交代 - お吉役
- 事故物件 恐い間取り

### テレビドラマ
- 鬼平犯科帳（フジテレビ / 松竹）
- 暴れん坊将軍VII 第12話「仇討ち心中、盗まれた砂金」（1996年、テレビ朝日 / 東映）
- 編笠十兵衛「血闘高田の馬場」 - お幸役
- 霧の橋の決闘!
- 剣客商売 第3シリーズ 最終話「金貸し幸右衛門」
- 剣客商売 第4シリーズ 第8話「逃げる人」（2003年、CX / 松竹）
- オヤジ探偵
- 京都マル秘仕置帖
- 京都迷宮案内
- 夜桜お染
- 土曜ワイド劇場 ジャンボ宝くじ一億5千万が当たった女!連続殺人（テレビ朝日）
- 新・赤かぶ検事奮戦記
- 水戸黄門 第37部 第4話「頑固一徹職人魂・松本」（2007年 TBS・C.A.L） - おかつ役
- お江戸吉原事件帖
- 本当にあった日本史サスペンス劇場「小林一茶　妻衰弱死の謎」 - キク役
- 日本史サスペンス劇場「一休さんの真実」 - 森侍者役
- 日本史サスペンス劇場「延命院事件」 - 梅村の方役
- 再生の町（NHK土曜ドラマ）第4話
- カーネーション（NHK連続テレビ小説）
- 純と愛（NHK連続テレビ小説）
- 鬼平外伝 老盗流転（時代劇専門チャンネル☆BSスカパー!） - おたつ役
- ぼんくら第3話（NHK木曜時代劇） - おこう役
- 神谷玄次郎捕物控2　第5回「神隠し」（NHK BS時代劇） - お梅役
- 無用庵隠居修行（BS朝日）
- 大江戸グレートジャーニー ～ザ・お伊勢参り～（WOWOW）第五話  ‐ おせん役

### バラエティ・情報・歌番組
- 幹てつやの歌ってナンボ!（テレビ大阪） - 司会
- 村上ショージの歌ってナンボ!（テレビ大阪） - 司会
- 裕次郎に乾杯 （サンテレビ）
- 京都最新情報 （関西テレビ☆京都チャンネル） - 木曜リポーター
- なにわ歌謡倶楽部（テレビ大阪） - 司会

### 舞台
- 滝の白糸（2001年、京都南座）
- 恋女房（2003年、紀伊国屋サザンシアター・京都南座）
- 五瓣の椿（2005、明治座）
- 京舞（2005年、新橋演舞場）
- 晴姿次郎長富士（2005年、新宿コマ劇場）
- ふりだした雪（2006年、シアター1010）
- 京紅ものがたり（2006年、新橋演舞場）
- 都大路 謎の花くらべ（2006年、京都南座）
- 風の盆ながれ唄（2007年、京都南座）
- 江戸みやげ 狐狸狐狸ばなし（2008年、三越劇場）
- 紙屋治兵衛（2008年、三越劇場）
- 赤い城 黒い砂（2009年、京都南座・日生劇場）
- 江戸みやげ 狐狸狐狸ばなし（2010年）
- 花の武将 前田慶次（2010年、大阪松竹座）
- 滝の白糸（2010年、三越劇場）
- 葛西橋/小春狂言（2012年、三越劇場）
- 母をたずねて膝栗毛（2014年、新橋演舞場・大阪松竹座）
- 京舞（2014年、新橋演舞場）
- もとの黙阿弥（2015年、新橋演舞場・大阪松竹座）
- 芝桜（2016年、松竹特別公演）
- 妖麗 牡丹燈籠（2017年、松竹特別公演）

### ラジオ
- うららの恋。（NHKラジオドラマ）（2010年）
- おとこの背中（ラジオ大阪）（2010年）
- スマイル フォー ユー （ラジオ大阪）（2010年）
- 他力本願 （ラジオ大阪）（2011年）
- 流行歌を訪ねて （ラジオ関西）（2015年～放送中）
- 北野誠のズバリ （CBCラジオ）

### CD
- 恋ジプシー / 風のように
- 治してあげる / あなたのかけら
- イスル / ナエサラマ　(2012年)韓国発売
- みほの夢 / 恋ジプシーII

ネット配信
- おちゅーんLIVE!
- 日本カラオケ街あるき